# Rönneholm, Malmö
Rönneholm är ett bostadsområde i Västra Innerstaden, Malmö. 
Rönneholm ligger mellan Regementsgatan och Köpenhamnsvägen, väster om Mariedalsvägen. Det består av flerfamiljshus från första halvan av 1900-talet, främst hyreshus. Längs Regementsgatans södra sida finns hus från olika perioder med stora arkitektoniska värden. Ett kvarter består av större tomter med indragna jugendvillor uppförda mellan 1907 och första världskriget.
Området omger Rönneholmsparken, där Rönneholmsgården ligger. Rönneholmsgården är en herrgård som byggdes av Carl Magnus Nordlindh 1798. Byggnaderna har behållit sin 1700-talskaraktär och parkanläggningen är en oas i området. Herrgården är numera hemvist för Bladins gymnasium.
I området finns även Slottsstadens förskola, förskolan Lyckan och Dammfri förskola. På Lundbergsgatan, uppkallad efter Johan Lorents Lundberg, finns en vårdcentral.